# Драготинци
Драготинци е село в Западна България. То се намира в Община Сливница, Софийска област.

## География
Село Драготинци е разположено в Община Сливница, в планински район със средна надморска височина 644 м. През селото минава Габерска река, като в самото село е позната и като Драготинска.

## Религии
В центъра на селото се намира православният храм „Свето Возкресение Христово“. Построен е със средства на жителите на Драготинци и е осветен през 2004 година. 
Името на селото е свързано със старинното българско лично име Драгота, което е било широко разпространено до XVII век. Следователно Драготинци са тези, които са били наследници на Драгота или тези, които са от селото на Драгота.
В селото има магазин и раз-пивница. 